# Riyadh Season
 (septembre 2024).
La mise en forme du texte ne suit pas les recommandations de Wikipédia : il faut le « wikifier ».
Les points d'amélioration suivants sont les cas les plus fréquents. Le détail des points à revoir est peut-être précisé sur la page de discussion.
- Les titres sont pré-formatés par le logiciel. Ils ne sont ni en capitales, ni en gras.
- Le texte ne doit pas être écrit en capitales (les noms de famille non plus), ni en gras, ni en italique, ni en « petit »…
- Le gras n'est utilisé que pour surligner le titre de l'article dans l'introduction, une seule fois.
- L'italique est rarement utilisé : mots en langue étrangère, titres d'œuvres, noms de bateaux, etc.
- Les citations ne sont pas en italique mais en corps de texte normal. Elles sont entourées par des guillemets français : « et ».
- Les listes à puces sont à éviter, des paragraphes rédigés étant largement préférés. Les tableaux sont à réserver à la présentation de données structurées (résultats, etc.).
- Les appels de note de bas de page (petits chiffres en exposant, introduits par l'outil «  Source ») sont à placer entre la fin de phrase et le point final[comme ça].
- Les liens internes (vers d'autres articles de Wikipédia) sont à choisir avec parcimonie. Créez des liens vers des articles approfondissant le sujet. Les termes génériques sans rapport avec le sujet sont à éviter, ainsi que les répétitions de liens vers un même terme.
- Les liens externes sont à placer uniquement dans une section « Liens externes », à la fin de l'article. Ces liens sont à choisir avec parcimonie suivant les règles définies. Si un lien sert de source à l'article, son insertion dans le texte est à faire par les notes de bas de page.
- La présentation des références doit suivre les conventions bibliographiques. Il est recommandé d'utiliser les modèles {{Ouvrage}}, {{Chapitre}}, {{Article}}, {{Lien web}} et/ou {{Bibliographie}}. Le mode d'édition visuel peut mettre en forme automatiquement les références.
- Insérer une infobox (cadre d'informations à droite) n'est pas obligatoire pour parachever la mise en page.

Pour une aide détaillée, merci de consulter Aide:Wikification.
Si vous pensez que ces points ont été résolus, vous pouvez retirer ce bandeau et améliorer la mise en forme d'un autre article.
 (septembre 2024).
Riyadh Season (arabe: موسم الرياض) est un festival de divertissement qui a lieu chaque année dans la capitale de l’Arabie saoudite, Riyad. Il propose une gamme variée d’événements incluant des parcs à thème, des concerts, des événements sportifs, des expositions d’art, du théâtre, des jeux vidéo et des projections de films. Lancé en 2019 par l’Autorité du Divertissement dans le cadre du plan stratégique de la Vision 2030 du Royaume d’Arabie saoudite, Riyadh Season vise à promouvoir le tourisme et le développement économique du pays.
Le festival se déroule généralement d’octobre à mars, pendant les mois plus frais de l’année. Les événements sont répartis sur plusieurs zones principales comme Boulevard City, Boulevard World, Roshn Front, Al Malaz et le parc du Musée National, avec des manifestations majeures organisées dans des lieux emblématiques tels que le Kingdom Arena et la Mohammed Abdu Arena (en).

## Historique
Riyadh Season a été lancé en 2019 dans le cadre de la Vision 2030 pour encourager le tourisme en Arabie saoudite. Depuis lors, le festival a vu une croissance exponentielle du nombre de visiteurs. Lors de sa première édition, l’Autorité du Divertissement a estimé que l’événement a généré plus de 6 milliards de riyals de recettes, avec plus de 11 millions de visiteurs au total,.

### Riyadh Season 2019
La première édition s’est tenue du 11 octobre 2019 et devait initialement se terminer le 15 décembre 2019, mais a été prolongée jusqu’à janvier 2020 en raison de l’affluence record. Plus de 10 millions de personnes ont participé à cette première édition, avec des événements répartis dans 12 zones thématiques différentes.

### Riyadh Season 2020
En raison de la Pandémie de Covid-19, le Riyadh Season 2020 a été annulé.

### Riyadh Season 2021
La deuxième édition s’est déroulée d’octobre 2021 à mars 2022. Plus de 7 000 événements ont été organisés dans 14 zones différentes, sur une superficie totale de 5,4 millions de mètres carrés.

### Riyadh Season 2022
La troisième édition s’est tenue du 21 octobre 2022 à mars 2023.
Le 19 janvier 2023, un match amical de football connu sous le nom de Riyadh Season Cup a opposé le Paris Saint-Germain à une équipe mixte de Al Hilal et Al Nassr au Stade international du Roi-Fahd. Ce match était particulièrement attendu en raison de la confrontation entre Lionel Messi et Cristiano Ronaldo.

### Riyadh Season 2023
La quatrième édition a débuté le 28 octobre 2023, avec des événements prévus jusqu’en mars 2024.
Le 28 octobre 2023, la soirée d’ouverture a été marquée par le combat de boxe très attendu entre Tyson Fury et Francis Ngannou à la Kingdom Arena.